# Kevin Siembieda
Kevin Siembieda est un auteur  de jeux de rôle et illustrateur américain. C'est le fondateur de la société d'édition Palladium Books.

## Biographie
En 1973, avec Alex Marciniszyn, il fonde Megaton Publications (Détroit) pour publier un fanzine de science-fiction, Nightspawn. En 1977, ils publient A+ Comics.
À partir de 1979, il collabore à la société Judge Guild : il illustre des produits pour Donjons et Dragons, RuneQuest et Traveller.
En 1981, il fonde la société Palladium Books et publie son premier jeu de rôle, The Mechanoid Invasion, coécrit avec Erick Wujcik.